# Новозаимский район
Новозаи́мский райо́н — упразднённый район в составе Тюменской области России.
Центр — село Новая Заимка.
Образован на основании постановлений ВЦИК от 3 и 12 ноября 1923 года в составе Тюменского округа Уральской области из Боровинской, Бигилинской, Вагайской, Омутинской, Новозаимской, части Заводоуковской и части Комиссаровской волостей Ялуторовского уезда Тюменской губернии с центром в селе Новая Заимка.
В район вошло 23 сельсовета: Бигилинский, Большекрасноярский, Боровинский, Зимовье-Вагайский (Вагайский), Ивановский, Колесниковский, Малокрутинский, Новозаимский, Окуневский, Омутинский, Плетнёвский, Сединкинский, Сорокинский, Сосновский, Старозаимский, Старокрутинский (Крутинский), Токаревский, Тумашовский, Усольцевский, Хорзовский, Червянский, Чуркинский, Шестаковский.

## Административно-территориальное деление

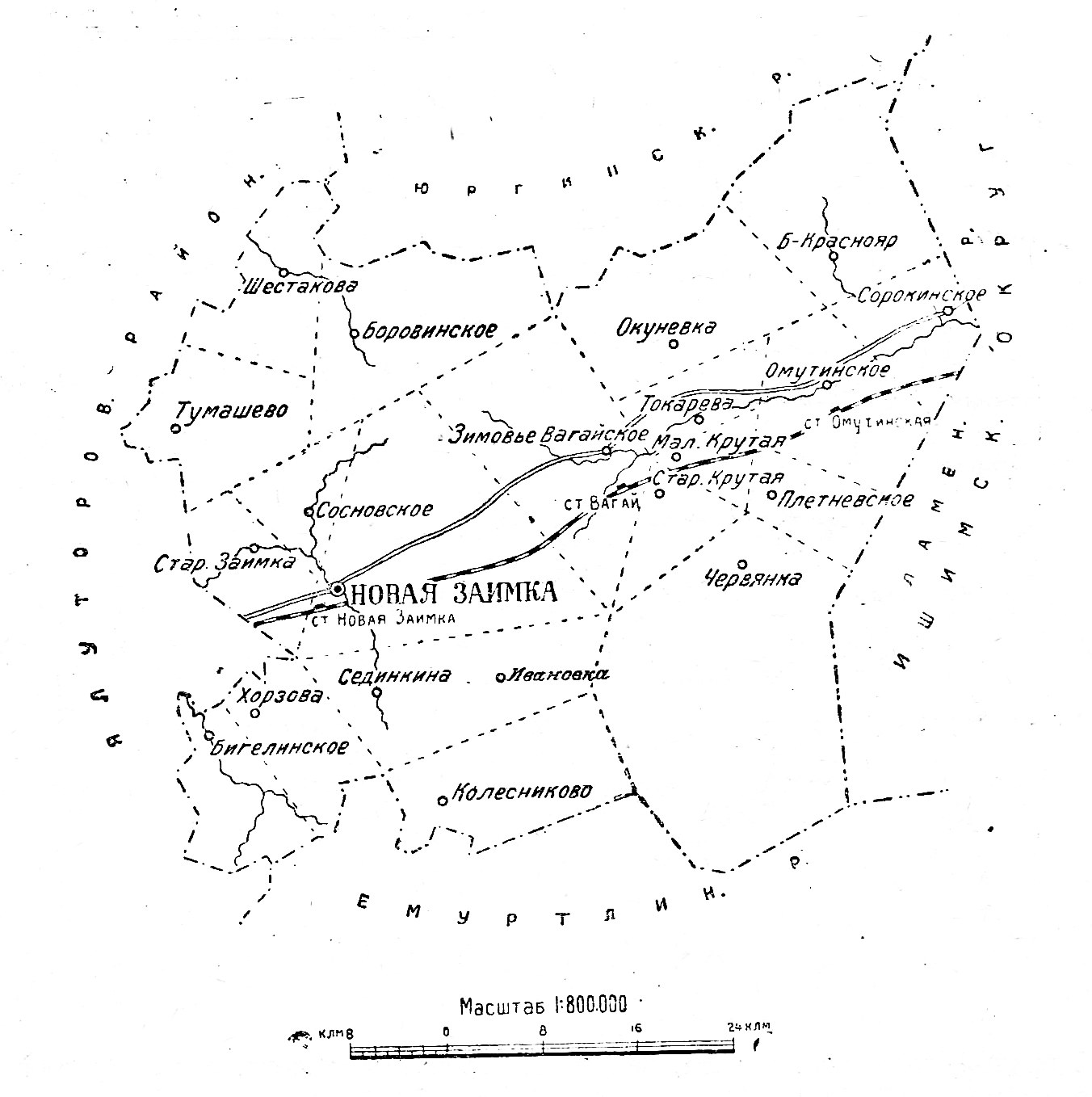
Схема района в 1928 году

В 1924 году Усольцевский и Чуркинский сельсоветы упразднены.
Постановлением административной комиссии при окрисполкоме от 27 апреля 1925 года упразднён Ивановский сельсовет.
Постановлением Уралоблисполкома от 15 сентября 1926 года Болшекрасноярский сельсовет переименован в Красноярский.
Постановлениями ВЦИК от:
10 июня 1931 года — район упразднён. Зимовье-Вагайский, Красноярский, Крутинский, Малокрутинский, Окунёвский, Омутинский, Плетнёвский, Сорокинский, Токаревский и Червянский сельсоветы переданы в образованный Омутинский район, остальные — в Ялуторовский район;
25 января 1935 года — район образован вновь. В его состав вошли 13 сельсоветов из Ялуторовского района и 10 сельсоветов из Упоровского района: Бигилинский, Боровинский, Верхнеманайский, Видоновский, Горюновский, Киселёвский, Колесниковский, Комиссаровский, Масальский, Нижнеманайский, Новозаимский, Падунский, Пантелеевский, Пятковский, Сединкинский, Семёновский, Слободчиковский, Сосновский, Старозаимский, Тумашовский, Хорзовский, Шестаковский, Яковлевский.
Указами Президиума Верховного Совета СССР от:
6 февраля 1943 года Верхнеманайский, Видоновский, Киселёвский, Масальский, Нижнеманайский, Пантелеевский, Пятковский и Слободчиковский сельсоветы переданы в Упоровский район;
14 августа 1944 года район передан в состав Тюменской области.
17 июня 1954 упразднены Комиссаровский, Сединкинский, Семеновский и Яковлевский сельсоветы.
23 апреля 1959 упразднены Боровинский и Тумашовский сельсоветы.
18 июня 1959 Горюновский сельсовет переименован в Совхозный.
9 июля 1959 года в состав района вошли рабочий посёлок Заводоуковск и Заводоуковский сельсовет, переданные из Ялуторовского района.
14 января 1960 года упразднён Заводоуковский сельсовет.
24 апреля 1960 года Заводоуковск преобразован в город районного подчинения.
Упразднён 28 апреля 1962 года. Бигилинский, Падунский, Совхозный, Старозаимский сельсоветы и город Заводоуковск переданы в Ялуторовский район. Сосновский и Шестаковский сельсоветы отошли к Юргинскому району. Колесниковский, Новозаимский и Хорзовский сельсоветы переданы в Омутинский район.